# Mike Obiku
Michael Edirin Obiku (Warri, 24 settembre 1968) è un ex calciatore nigeriano, di ruolo attaccante.

## Caratteristiche tecniche
Giocava come centravanti.

## Carriera

### Club
Iniziò a giocare in patria, dapprima con il Flash Flamingoes, e in seguito con l'Iwuanyanwu Nationale; trasferitosi in Europa, giocò tre stagioni in massima serie cipriota con l'Anorthosis di Famagosta. Fu poi acquistato dal Feyenoord, e alla sua prima annata nei Paesi Bassi vinse l'Eredivisie, segnando 7 gol in 21 partite. Nel 1994 fu inviato in prestito in Svezia, all'Helsingborg; tornò al Feyenoord per concludere la stagione 1994-1995. Nel 1996 fu ceduto al Maiorca, formazione di seconda serie spagnola: con 13 reti fu il miglior marcatore del club in quel campionato, insieme a Constantin Gâlcă. Dalla Spagna si trasferì in Giappone, firmando per l'Avispa Fukuoka: dopo due stagioni in J. League tornò nei Paesi Bassi, all'AZ di Alkmaar. Chiuse la carriera dopo un titolo cipriota vinto con l'Anorthosis.

### Nazionale
Obiku prese parte alla Coppa d'Africa nel 1988, giocò poi due incontri nel torneo calcistico di Seul 1988. Nel 1989 disputò due partite delle qualificazioni al campionato del mondo 1990 (contro Gabon e Angola), e nel 1993 ottenne la sua ultima presenza in Nazionale.

## Palmarès

### Club

#### Competizioni nazionali
- Campionato olandese: 1

Feyenoord: 1992-1993
- Coppa dei Paesi Bassi: 3

Feyenoord: 1991-1992, 1993-1994, 1994-1995
- Campionato cipriota: 1

Anorthosis: 1999-2000